# 阮光海 (1997年)
阮光海（1997年4月12日—）越南职业足球运动员，司职中场，效力于法國足球乙級聯賽球队波城FC。
2018年，阮光海入选越南U23参加2018年亚足联U-23锦标赛。阮光海表现出色，攻入5球，帮助越南历史性地闯入决赛，获得亚军。
阮光海被韩国籍主教练朴恆緖评价为越南目前最好的中场球员。光海在河內足球俱樂部已经打了六个职业赛季，在25岁时，他赢得了所有俱乐部冠军，如三次越南足球甲級聯賽冠军、两次全国杯冠军、三次超级杯和2018年越南金球奖。阮光海也是越南在2018年亞足聯U-23錦標賽、2018年東盟足球錦標賽冠军、2019年東京奧運和2022年世界杯预选赛等各项赛事中的重要球员。

## 國家隊生涯
阮光海在14 歲時就被徵召參加2012年亞足聯U-16錦標賽外圍賽。
他在2016年亞足聯U-19錦標賽中做出了重大貢獻。越南在四分之一決賽中擊敗東道主巴林，從而獲得了參加2017年國際足聯U-20世界杯的資格。這是越南首次參加國際足總U-20世界盃比賽。
他在2017年國際足聯U-20世界杯 小組賽對陣 洪都拉斯U-20和法國U-20的比賽中擔任越南國家20歲以下足球隊隊長。
在歷史性的2018年亞足聯U-23錦標賽期間，他被廣泛稱讚為民族英雄，因為越南U-23在第一次參加亞足聯U-23錦標賽決賽的途中擊敗了主要的冠軍爭奪者。